# Swartzia picta

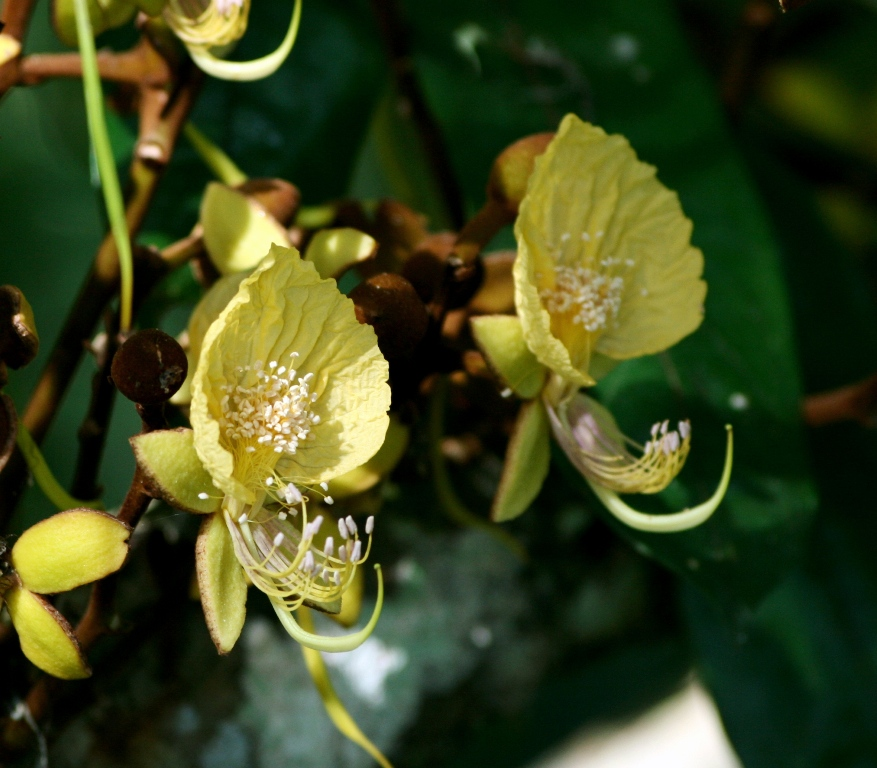
Swartzia Pictas blommor

Swartzia picta är en ärtväxtart som beskrevs av George Bentham. Swartzia picta ingår i släktet Swartzia och familjen ärtväxter. IUCN kategoriserar arten globalt som livskraftig.

## Underarter
Arten delas in i följande underarter:
- S. p. bolivarensis
- S. p. picta